# إبراهام براونينج
إبراهام براونينج هو سياسي أمريكي، ولد في 16 يوليو 1808، وتوفي في 22 أغسطس 1889. نشط حزبياً في الحزب الديمقراطي. وقد انتخب Attorney General of New Jersey ‏ (1845 – 1850).